# Ratva
Koordinaten: 59° 16′ N, 27° 15′ O
Ratva ist ein Dorf (estnisch küla) in der Landgemeinde Alutaguse (bis 2017 Mäetaguse). Es liegt im Kreis Ida-Viru (Ost-Wierland) im Nordosten Estlands.

## Beschreibung und Geschichte
Das Dorf hat 44 Einwohner (Stand 1. Januar 2011).
Der Ort wurde erstmals 1241 urkundlich erwähnt. Er liegt in einem Karstgebiet.
Drei Kilometer südlich des Dorfes beginnt das vierzig Quadratkilometer große Moor von Ratva (Ratva raba). Es steht unter Naturschutz. Im Moor liegt der dreißig Hektar große Ratva-See (Ratva järv). Durch ihn fließt der Fluss Ojamaa (Ojamaa jõgi).